# سیارک ۷۰۰۴
سیارک ۷۰۰۴ (به انگلیسی: 7004 Markthiemens، نامگذاری:1979OB9) هفت هزار و چهارمین سیارک کشف شده‌است که در ۲۴ ژوئیه ۱۹۷۹ کشف شد.
قدر مطلق سیارک برابر ۲۲.۴ است.